# Pisonische Verschwörung
Die Pisonische Verschwörung im April 65 war ein Versuch von Angehörigen der römischen Senatsaristokratie, Kaiser Nero zu ermorden. Die Verschwörung wurde jedoch vor der Ausführung aufgedeckt. Sie ist benannt nach Gaius Calpurnius Piso.

## Die Situation im Jahre 65
Nach der Ermordung seiner Mutter Agrippina fühlte sich Nero frei, seine Phantasie vom Künstlerdasein auszuleben. War er unter dem Einfluss seiner Mutter immer noch dazu gedrängt, sich standesgemäß von Leidenschaften dieser Art öffentlich fernzuhalten, arbeitete er nun an seiner Karriere als Schauspieler, Musiker und Dichter. Er trat öffentlich als Kitharöde auf, vor allem in seiner Lieblingsstadt Neapolis (Neapel), schrieb Gedichte und ließ sich sogar bei Rom eine eigene Pferderennbahn errichten, in der er und andere adlige Wagenfahrer ihrer Leidenschaft ungehindert nachgehen konnten.
Viele dieser Aktivitäten wurden von Neros Beratern Seneca und Burrus gefördert, ohne großes öffentliches Aufsehen oder gar Unwillen gegen die Tätigkeiten des Kaisers zu provozieren. Doch nach Burrus’ Tod und Senecas Rückzug ins Privatleben im Jahre 62 endete diese Zurückhaltung. Der neue Prätorianerpräfekt Tigellinus unterstützte ohne Rücksicht auf irgendwelche Konventionen die Leidenschaften des Kaisers, was zu wachsender Entrüstung, vor allem in den Reihen der Senatoren, führte. Das Verhalten des Princeps verstieß gegen jegliche Tradition und gegen jegliches Standesbewusstsein, und das war für die traditionsbewussten Männer im Senat untragbar.

## Die Planung
Die Verschwörer fanden sich unter den Senatoren, die das ungebührliche Verhalten des Princeps nicht weiter dulden wollten, und unter den Prätorianern, die Nero niemals die Ermordung der in ihren Reihen beliebten Agrippina verziehen hatten. Das Ziel war die Ermordung Neros und gleichzeitig die Ausrufung eines würdigen Nachfolgers. Für die neronischen Festspiele des Jahres 65 wurde der Anschlag geplant, da dort mit weiteren Verhöhnungen althergebrachter Traditionen zu rechnen war. Außerdem weckte die erneute Schwangerschaft von Poppaea die Befürchtung, dass die Geburt eines Thronfolgers Neros Verhalten noch exzessiver und unerträglicher machen würde.
Den Verschwörern ging es bei der Ermordung Neros jedoch nicht um die Wiederherstellung der Republik, auch wenn sich viele Personen aus dem Kreis der alten republikanischen Aristokratie unter den Verschwörern befanden; es ging lediglich um die Inthronisierung eines Nachfolgers, der in der Lage wäre, Nero zu ersetzen, und gleichzeitig die Wünsche und den Willen des Senats achten würde.
Die Wahl fiel auf Gaius Calpurnius Piso, der aus der republikanischen Aristokratie stammte und unter Claudius Suffektkonsul gewesen war. Er spielte in der Gesellschaft Roms eine führende Rolle, obwohl er weder zu Neros Ratgebern gehörte, noch einen allzu großen politischen Ehrgeiz besaß. Er galt als freigiebig und freundlich, auch gegenüber Fremden. Wie Nero stellte er seine, wenn auch dilettantische, künstlerische Begabung im privaten Kreise zur Schau, was jedoch aus Sicht der Verschwörer noch als tragbar galt. Im Gegensatz zum Princeps entsprach er sogar dem männlichen Schönheitsideal der damaligen Zeit.
Es wurde lange über die Ausführung des Attentats beraten. Die beste Gelegenheit, Nero zu töten, bot sich bei dessen Aufenthalt in der Villa Pisos am Golf von Neapel. Piso lehnte diesen Plan ab und verwies vordergründig auf die Verletzung des Gastrechts; tatsächlich aber wollte er bei Neros Tod vermutlich möglichst nahe in Rom im Zentrum des Geschehens sein. Durch seinen nun aufflammenden Ehrgeiz fürchtete Piso nun auch die Ansprüche des L. Iunius Silanus, eines entfernten Verwandten des Augustus, der vielen Senatoren wegen seiner strengeren Lebensführung attraktiver erschien.
Die Verschwörer einigten sich darauf, Nero im April 65 während der Ludi Ceriales zu ermorden. Die Durchführung der Tat sollte ähnlich vonstattengehen wie die Ermordung Caesars: Während der Circusspiele würde Nero seinen neuen Palast, die Domus Aurea, verlassen, um den Rennen zuzusehen. Der für seine Körperkraft bekannte Plautius Lateranus sollte Nero als Bittsteller zu Füßen fallen, um ihn dann festzuhalten. Die anderen Attentäter unter den Prätorianern würden den Princeps dann ermorden. Piso sollte gemeinsam mit Claudia Antonia, der Tochter des Kaisers Claudius, in der Nähe auf Lucius Faenius Rufus warten, der ihn ins Lager der Prätorianer bringen sollte, wo er zum neuen Princeps ausgerufen würde.

## Das Scheitern
Das Scheitern der Verschwörung ist, wenn man die folgende Episode als Beispiel nimmt, auf die unzureichende Geheimhaltung der Absichten zurückzuführen.

„Der Senator Flavius Scaevinus, der eben noch viele Stunden mit Pisos engstem Vertrauten Natalis konferiert hatte, weckte die Neugierde seines Freigelassenen Milichus durch seine beredte Abschiedsstimmung; er erneuerte sein Testament wieder einmal und überschüttete das Personal seines Haushalts mit überraschenden letztwilligen Verfügungen und Schenkungen. Als dann noch der Dolch seines Herrn neu geschliffen werden musste, wurde Milichus misstrauisch und besprach die Seltsamkeiten des Tages mit seiner Frau. Seine realistische Gefährtin bewog ihn dazu, seine Beobachtungen so schnell wie möglich gewinnbringend bei Hofe vorzutragen. Bald stand er vor Nero und breitete alles aus, was er wusste.“

In der Folge wurden zunächst die beiden Verdächtigen Natalis und Scaevinus, von denen Milichus berichtet hatte, verhaftet und verhört. Dem Anblick der Folterinstrumente hielten sie nicht stand und nannten die Namen der tatsächlichen Verschwörer, möglicherweise aber auch unbeteiligter Personen. Dass dabei auch Senecas Name fiel, freute Nero besonders. Die in die Verschwörung ebenfalls eingeweihte Freigelassene Epicharis blieb jedoch sogar unter der Folter schweigsam und entging weiteren Qualen, indem sie sich erdrosselte.
In Rom wurde der Ausnahmezustand ausgerufen und überall in den Straßen patrouillierten reguläre Truppen, die durch germanische Leibwächter ergänzt wurden. Einer tat sich bei der Zerschlagung der Verschwörung besonders hervor: der Prätorianerpräfekt Faenius Rufus, einer der wichtigsten Mitverschworenen, auf den bisher jedoch kein Verdacht gefallen war. Er verzog keine Miene, als Subrius Flavus ihn beim Verhör gestenreich dazu aufforderte, den neben ihm stehenden Nero anzugreifen.
Piso selbst blieb in diesen Stunden tatenlos. Auf den Vorschlag von Vertrauten, durch einen Appell an die Armee und das Volk von Rom alles zu wagen, reagierte er nicht. Stattdessen wartete er in seinem Garten auf das Verhaftungskommando, bewacht von Rekruten und Soldaten mit geringer Berufserfahrung. In seinem Testament bemühte er sich, seine Frau Satria Galla, die er einem seiner Freunde abspenstig gemacht hatte, zu schützen. Schließlich wurde er verhaftet und hingerichtet. Der Geschichtsschreiber Tacitus empfand ihn aufgrund dieses Verhaltens als völlige Fehlbesetzung als Kandidat für das Amt des Princeps.
Seneca hatte laut Tacitus keinen Anteil an der Verschwörung, da er sich schon lange aus dem öffentlichen Leben zurückgezogen hatte und stets alles vermied, was Neros Aufmerksamkeit hätte wecken können. Doch ein durch einen Mitverschwörer bekannt gemachter Briefkontakt bewog Nero zu der Annahme, sein alter Lehrer sei in die Pläne der Verschwörer eingeweiht gewesen. Darin wurde er von Tigellinus und Poppaea bestärkt.
Der Prätorianeroffizier Gavius Silvanus sollte Seneca das Todesurteil überbringen, selber ein Mitverschworener. Da er es nicht wagte, Seneca selbst das Todesurteil zu verlesen, schickte er einen Feldwebel in dessen Haus. Seneca verbrachte die letzten Stunden seines Lebens, nach dem Vorbild des Sokrates, in philosophischer Konversation und nahm sich schließlich selbst das Leben.
Insgesamt kostete die Verschwörung mindestens neunzehn Männer und Frauen das Leben, dreizehn mussten ins Exil. Nero machte den Prätorianern für ihre zweifelhaft gewordene Treue ein üppiges Geldgeschenk. Den drei Männern, die seiner Meinung nach das Hauptverdienst an der Niederschlagung der Verschwörung hatten, verlieh er die ornamenta triumphalia, das Gewand eines siegreichen Feldherren dem Konsular Petronius Turpilianus, den beiden Quästoren M. Cocceius Nerva und L. Nonius Asprenas, dem Prätorianerpräfekten Ofonius Tigellinus und dem Freigelassenen Epaphroditus. Der Freigelassene Milichus erhielt nur eine praemia.
Die Nachwirkungen der Pisonischen Verschwörung waren noch im Jahre 66 zu spüren, als der Senator Thrasea Paetus aus Protest gegen das Verhalten und die Politik Neros dem Senat fernblieb, deswegen des Hochverrats angeklagt und schließlich zum Selbstmord gezwungen wurde. Ein weiteres bekanntes Opfer in dieser Reihe war Petronius, ebenfalls ein ehemaliger Lehrmeister Neros. Seine Feindschaft zu Tigellinus führte dazu, dass er von diesem der Teilnahme an der Pisonischen Verschwörung bezichtigt wurde und ebenfalls zum Selbstmord gezwungen wurde. Anders als der Stoiker Thrasea Paetus verbrachte er seine letzten Stunden jedoch in leichter Konversation und hinterließ der Welt in seinem Testament eine Aufzählung von Neros neuesten Lastern und sexuellen Vorlieben.
Nach der Niederschlagung der Pisonischen Verschwörung ist bis zur Erhebung des Gaius Iulius Vindex im Jahr 68 kein ernstzunehmender Widerstand gegen Neros Herrschaft mehr überliefert.